# Cecilia Scorza
Cecilia Scorza-Lesch (* 1961 in Hamburg) ist eine Astrophysikerin und Autorin.

## Leben
Cecilia Scorza wurde 1961 als Kind venezolanischer Eltern in Hamburg geboren und wuchs in England und Venezuela auf. Sie studierte Physik an der Universidad de los Andes in Venezuela. Ihr Promotionsstudium schloss sie 1993 an der Universität Heidelberg zum Thema Struktur und Kinematik elliptischer Galaxien ab. 
2001 begann Scorza, sich an der Landessternwarte in Heidelberg der Bildungs- und Öffentlichkeitsarbeit zu widmen. 2005 entwickelte sie „Universe in the Box“ im Rahmen des „Universe Awareness Programms“, das sie mitinitiierte. In den Jahren 2005 bis 2008 forschte sie in den Bereich Wissenschaftsphilosophie und Entwicklungspsychologie und entwickelte Fortbildungen für Lehrkräfte. In den folgenden Jahren organisierte sie Bildungsprogramme, darunter die „Keplertage für die Schule“, ein Austauschprogramm zum Thema Astronomie für das Bundesministerium für Bildung und Forschung und das Bildungsprogramm des deutschen SOFIA-Instituts der Universität Stuttgart. Sie gründete dort außerdem ein bundesweites SOFIA-Lehrernetzwerk und initiierte das Lehrermitflug-Programm für Lehrer am Bord vom SOFIA.
Von 2009 bis 2011 arbeitete Scorza am Max-Planck-Institut für Astronomie an der Planung des Hauses der Astronomie. Von 2011 bis 2016 war sie an der Universität Heidelberg und am Haus der Astronomie für die Koordination des EU-Projekts „European Universe Awareness Programmes“ für Deutschland und für die Bildungsarbeit des SFB 881 „Milchstraßensystem“ zuständig und organisierte öffentliche Veranstaltungen. Von 2013 bis 2017 war sie Beraterin des Office of Astronomy for Development der Internationalen Astronomischen Union, wo sie den Aufbau des „Andean Regional Node“ in Lateinamerika unterstützte und mehrere Projekte betreute. Sie war für die Koordination der Bildungsarbeit des DAAD-Austauschprogramms zwischen dem Zentrum für Astronomie Heidelberg (ZAH) und der Universidad Pontífica Católica (PUC) in Chile zuständig, in dessen Rahmen astronomische Lehrerfortbildungen und -führungen stattfanden. Außerdem war sie von 2013 bis März 2017 über das Haus der Astronomie als Beraterin für die ESO tätig und arbeitete dort im Team an der Planung der Ausstellung und Schülerworkshops für die ESO-Supernova.
Scorza ist Initiatorin und Projektleiterin des Projekts „Klimawandel: verstehen und handeln“. Das Projekt wurde an der Ludwig-Maximilians-Universität München (LMU) gegründet und hat zum Ziel an Schulen Kinder und Jugendliche über den Klimawandel und seine Folgen aufzuklären. An der Fakultät für Physik der LMU ist sie als Koordinatorin der Öffentlichkeitsarbeit und Schulangeboten zuständig. Sie unterhält den Kontakt zu Schulen und Bildungseinrichtungen, organisiert Schülerveranstaltungen, führt Lehrerfortbildungen durch, betreut ein bundesweites Lehrernetzwerk und bearbeitet Presseanfragen.
Seit 2020 ist sie mit dem Astrophysiker und Wissenschaftsjournalisten Harald Lesch verheiratet. Sie lernten sich 1989 bei einer Konferenz in Heidelberg kennen. Mit ihrem Ehemann  gibt sie Vorträge, in denen sie über den Klimawandel spricht.

## Auszeichnungen
Scorza erhielt 2007 den Hans-Ludwig-Neumann-Preis für Didaktik der Astronomischen Gesellschaft für „die besten didaktischen Materialien und Arbeiten an deutschen Schulen“. 2015 erhielt das von ihr entwickelte „Universe in the Box“ den EU-Scientix Preis für das beste wissenschaftliche Material für Lehrer. 2018 wurde sie vom Verein zur Förderung des MINT-Unterrichts mit dem Johannes-Kepler-Preis ausgezeichnet. 2021 erhielt ihr Projekt „Klimawandel: verstehen und handeln“ im Rahmen der Jubiläumsinitiative „Wirkung hoch 100“ eine Auszeichnung in der Kategorie Bildung vom Stifterverband für die Deutsche Wissenschaft. Im Oktober 2024 wurden sie und ihr Mann Harald Lesch mit dem ersten Gutenberg-Zukunfts-Award der Johannes Gutenberg-Universität Mainz ausgezeichnet. 2024 wurde ihr das Bundesverdienstkreuz am Bande verliehen.

## Publikationen (Auswahl)
Monografien
- Wie der große Bär an den Himmel kam. Die schönsten Sternbilder und ihre Mythen für Kinder nacherzählt. Astaria, Heidelberg 2002, ISBN 3-936765-00-6 (Neuauflage: Baeschlin, Glarus 2021).
- mit Andrea Liebers: Geschichten, die der Himmel erzählt. Die schönsten Sagen um den Tierkreis für Kinder nacherzählt. Astaria, Heidelberg 2003, ISBN 3-936765-04-9.
- mit Harald Lesch und Katharina Theis-Bröhl: Den Klimawandel verstehen; mit Sketchnotes. Springer, Berlin 2021, ISBN 978-3-662-62803-4.
- mit Harald Lesch: Pale Blue Dot (= Die Geschichte hinter dem Bild). Landeszentrale für politische Bildung Thüringen, Erfurt 2023, ISBN 978-3-948643-93-5.
- mit Harald Lesch und Arndt Latußeck: Die Entdeckung der Milchstraße. Die Geschichte und Erforschung unserer Galaxie. C. Bertelsmann, München 2023, ISBN 978-3-570-10505-4.

Beiträge
- Die Physik des Klimawandels im Physikdidaktik, 4. Auflage. Kircher, Girwidz und Ficher, Springer-Verlag
- mit Harald Lesch, M. Strähle: Der Klimawandel: Verstehen und Handeln, in PlusLucis, Ausgabe 3/2020
- mit Harald Lesch, M. Strähle: Handbuch für Lehrer „Der Klimawandel: Verstehen und Handeln“, LMU Fakultät für Physik, 2018
- Das Unsichtbare sichtbar machen in Naturwissenschaften im Unterricht Physik 155, 2016
- GAIA - Die Milchstraßenkarte wird revolusioniert, 2014
- Der kleine praktische Einstieg in die Infrarote Welt, in Wissenschaft in die Schulen! 2010
- mit O. Fischer: SOFIAs unsichtbares Weltall entdecken (Handbuch zum Experimentierkoffer mit 20 Infrarot-Experimenten), Publikation des Deutschen SOFIA Institutes 2011.
- Was der 3-D-Blick von Mars-Express alles verrät, in Wissenschaft in die Schulen!, 2009
- mit O. Fischer: Spurensuche auf dem Mar, in Wissenschaft in die Schulen!, 2009
- mit N. Fischer: Förderkonzept Astronomie in S. Pauen & V. Herber (Hrsg.): Vom Kleinsein zum Einstein, S. 149–161. Cornelsen Scriptor: Berlin 2009
- Die Suche nach leben auf dem Mars und warum das Wasser dort fehlt, in Wissenschaft in die Schulen!, 2008
- Wie das unsichtbare Weltall seine Geheimnisse preisgibt, in Wissenschaft in die Schulen!, 2008
- Auf der Suche nach den Fingerabdrücken des Urknalls, 2008
- Sonja und Lunik entdecken das Weltall in Astronomie Heute, Spektrum Verlag, Januar 2006 – Juli 2007
- Astronomie und die Förderung naturwissenschaftlichen Denkens bei Kindern in: D. Höttecke (Hrsg.), Naturwissenschaftlicher Unterricht im internationalen Vergleich, S. 278–279. Gesellschaft für Didaktik der Chemie und Physik, Jahrestagung in Bern 2006. Band 33 (2007), Münster: LIT-Verlag
- Orientierung am Himmel mit dem Flamsteed-Atlas, in Wissenschaft in die Schulen!, 2007
- Den Mond mit Galileos Augen betrachten, in Wissenschaft in die Schulen!, 2007
- mit G. Miley, C. Ödman, C. Madsen: Innovation in Teaching/Learning Astronomy Methods, 26th meeting of the IAU, Special Session 2, 17–18 August, 2006 in Prague, Czech Republic, SPS2, #39, IAU